# San Pablo Xochimehuacan

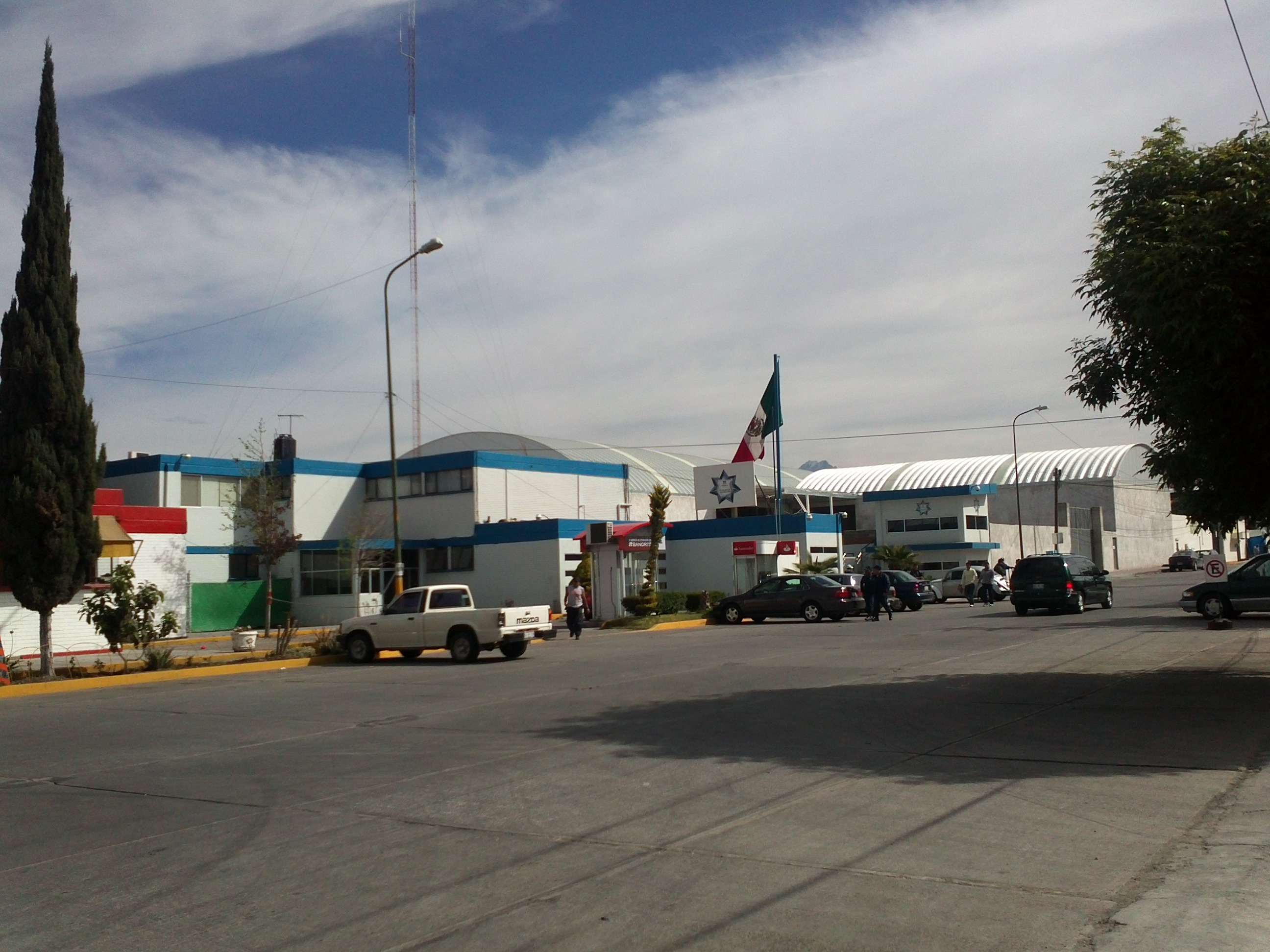
Corporación Auxiliar de Policía de Protección Ciudadana de Puebla.Ubicada en el territorio de San Pablo Xochimehuacán

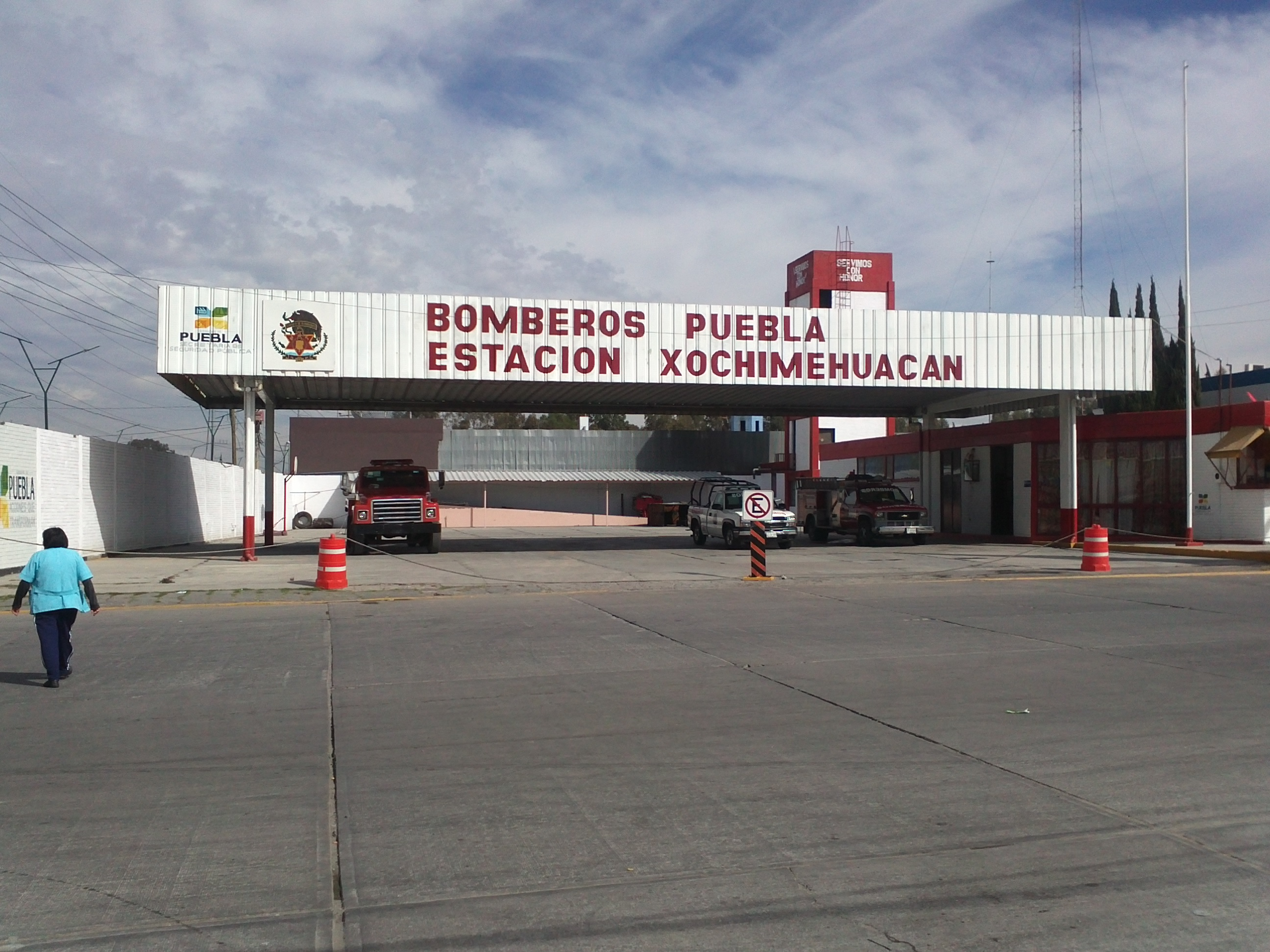
Departamento de Bomberos de San Pablo Xochimehuacán

San Pablo Xochimehuacán, Junta Auxiliar del Municipio de Puebla, Puebla, México. Ubicada en la ciudad capital del estado de Puebla, al oriente con la Junta Auxiliar de San Sebastián de Aparicio, al sur con la Ciudad de Puebla , al norte con el municipio de San Pablo del Monte perteneciente al estado vecino de Tlaxcala y al poniente con la junta auxiliar de San Jerónimo Caleras.
.

## Toponimia
Xochimehuacan deriva del nahuatl "Xochima" flores "Xhua" tener o poseer  "can" lugar cuyo significado es "Lugar de los que tienen flores" Existen otras versiones a cerca del nombre entre ellas destacan: "Lugar de los que tienen las flechas floridas"

## Tiempos prehistóricos
Ha quedado registrado ante el INAH debido a excavaciones y visitas de arqueólogos, la presencia de micro-aldeas de origen olmeca-xicalanca, lamentablemente debido al crecimiento urbano no es posible ampliar las investigaciones.
Algunas personas especulan que la posición estratégica de Xochimehuacán, así como otras bastas zonas colindantes del estado, permitió al entonces Imperio Mexica lograr bordear las fronteras Norte, Este y Sur de la entonces República de Tlaxcallan, actual Estado de Tlaxcala, debido a las fuertes oposiciones del pago de tributo e incorporación al imperio.

## Historia y fundación

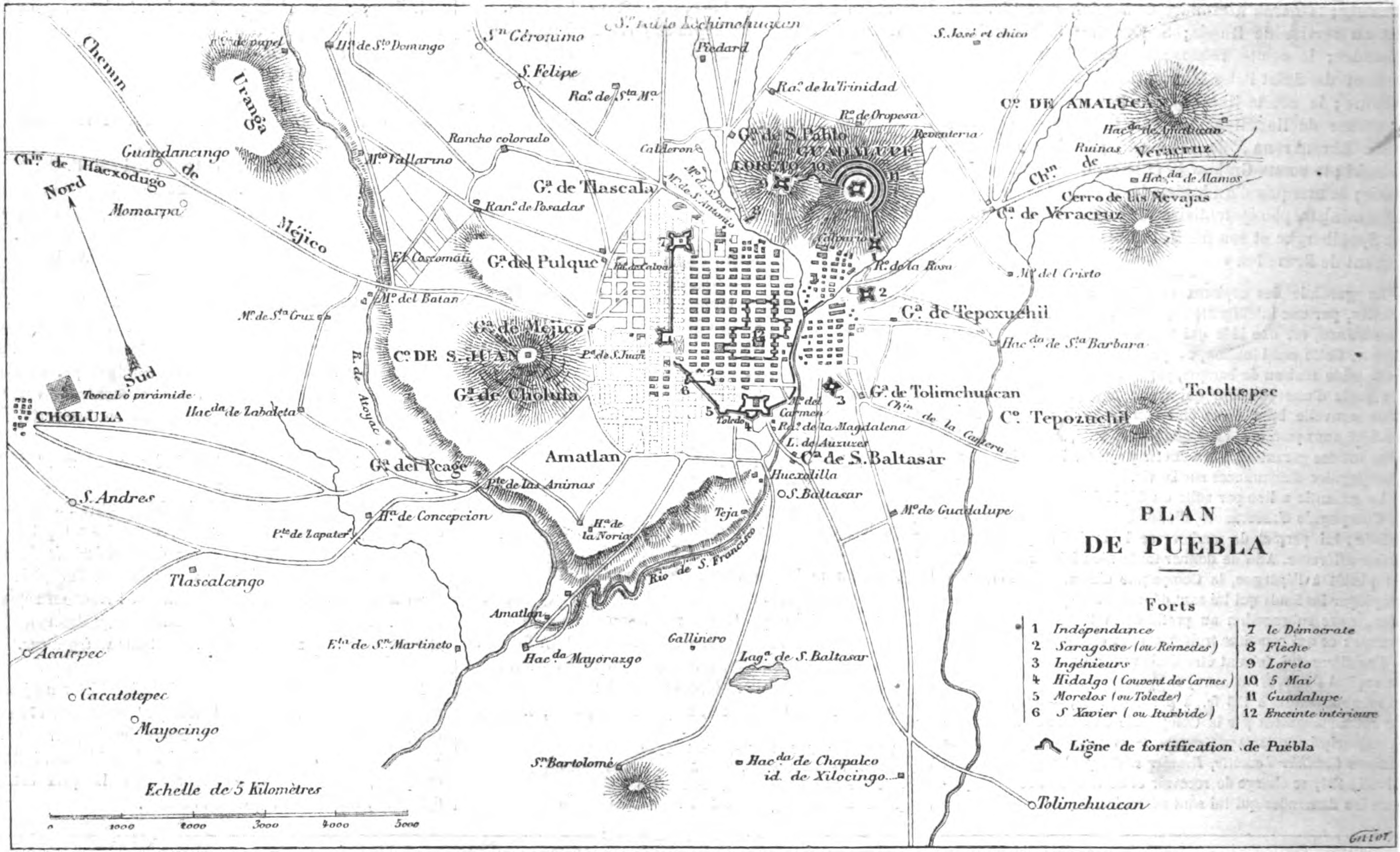
Mapa de la ciudad de Puebla y sus obras de defensa. Parte superior central con el nombre "Sn Pablo Xochimehuacan"

Históricamente entre la población, se le conoce como uno de los antiguos municipios independientes que conformaban el Estado de Puebla...
No se ha establecido con exactitud la fecha de fundación del poblado, sin embargo, en el episodio histórico conocido como "Sitio de Puebla" en un mapa francés que
estudiaba las obras de defensa de la ciudad durante la Batalla de Puebla nombrado como "Plan de Puebla", fechado el 13 de junio de 1863, se puede visualizar en su parte central superior el nombre de "Sn Pablo Xochimehuacan", lo que puede indicar que el pueblo ya tenía existencia años previos a 1863.

## Central de abastos

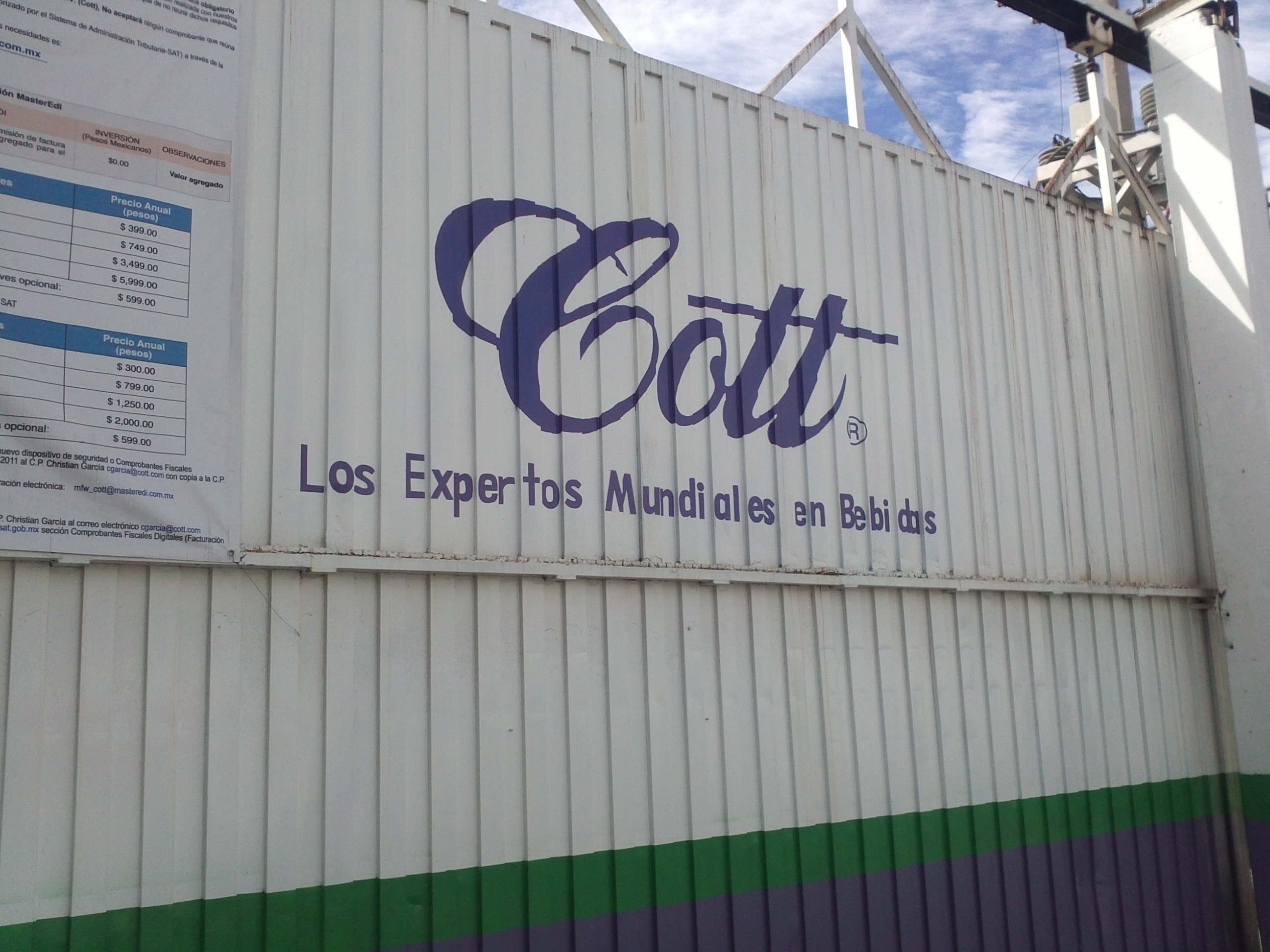
Productora de Bebidas Cott.

En su territorio se encuentra la Central de Abastos, uno de los puntos más neurálgicos del comercio para la Ciudad de Puebla. A menudo es visitada por comerciantes de distintas regiones del Estado de Puebla (principalmente del norte) tales como: Chignahuapan, Huauchinango, Zongozotla, Teziutlán, etc. También podemos encontrar diversas empresas de manufactura de diversos productos, incluidas empresas trasnacionales como la productora de bebidas carbonatadas Cott.

## Museo De La Bicicleta
Se caracteriza por ser la sede del Museo De La Bicicleta , siendo el primer museo en México dedicado a la difusión de la historia cultural de la bicicleta en el mundo y de su importancia como un invento que revoluciono la movilidad y la equidad social. 
El Museo de la Bicicleta, nos ofrece exposiciones permanentes de bicicletas que datan de desde su origen en 1817 al 2017 conmemorando los dos siglos de historia,  además de poder observar fotografías, y más de 4500 objetos de literatura, arte. pintura, juguetes, relojes y cámaras.
Reconocido museo de carácter histórico el cual es un esfuerzo particular que actualmente no cuenta con apoyos gubernamentales o del sector cultural de su estado, en voz de sus propietarios "No es una limitante, al contrario. es un doble motivo para celebrar y compartir un acervo inigualable de verdaderas piezas de historia e ingenieria, ademas... es importante hacer visible y real que todos los espacios culturales son importantes y no importa en que lugar del pais se encuentren. en todos lados existe la cultura, la historia y la educacion."
Abrió sus puertas el 10 de septiembre de 2014.
Directores
ING. IGNACIO RUIZ CAZARES 2014-
ANGELICA MUNOZ HERNANDEZ 2014-
Administrador
ING. DOMENIKOS RUIZ MUNOZ 2015-
CURADORES Y RESTAURADORES
ING. ANABELLE CALZADA LOZADA
DIRECTORA DE ARTE Y RESTAURACION
CURADOR 
ING. AUGUSTO RUIZ MUNOZ
REPRESENTANTE DE OFICINA
MONTSERRAT MORALES MENDEZ
LOGISTICA
ING. PERSEO RUIZ MUNOZ
ING. NAPOLEON RUIZ MUNOZ
GEORGE NARVAEZ PEREZ

## Fiesta patronal y otros festejos
La fiesta patronal se celebra el 29 de junio de cada año con una feria y otros eventos populares .
En este día, se celebra el Día de San Pedro y San Pablo, un santoral doble muy significativo en la tradición católica por su valor especial. Y es que ambos santos están considerados fundamentales para la posterior difusión de la doctrina católica en los inicios del cristianismo dentro del Imperio Romano. 
En el ámbito religioso destacan: las procesiones y el novenario de misas donadas por los fieles y comunidades que conforman la extensa parroquia de San Pablo Apóstol. 
Domingo de convite
El domingo anterior al 29 de junio el pueblo de San Pablo lleva a cabo el  CONVITE, un desfile o caravana de carros adornados acompañados de los matachines que bailaban al son de la música de viento y del teponaxtle y la chirimía, siendo esta la invitación a los pueblos circunvecinos para asistir a la fiesta patronal a los ocho días, donde al visitante se le ofrecía el mole tradicional.
Domingo de los moles
Cada año el domingo posterior al 29 de junio se acostumbra ofrecer el mole tradicional en los hogares de las familias originarias, el platillo principal del día de fiesta, mole con arroz y acompañado de tamales de frijol llamados "ratoncitos" o Yetamal que en nahuatl significa tamal de frijol. 
Fiestas religiosas importantes:
- Solemnidad de San Pedro y San Pablo (fiesta patronal) 29 de junio
- Santo Jubileo durante todo el mes de noviembre el santísimo sacramento sale a peregrinar a las capillas que conforman la parroquia correspondiéndoles un día a la semana, donde es recibido con cohetes, flores y música desbordando el fervor cristiano-católico. La última semana de noviembre corresponde a la parroquia donde los grupos de mayordomos donan a la iglesia flores, cohetes y música de viento, además de invitar el desayuno, la comida y la cena durante los cuatro días que dura la festividad, el día final se le conoce como clausura del jubileo y es cerrado con una procesión que dura alrededor de 4 horas y media para concluir con una solemne misa de clausura en el atrio del templo.
- Semana santa durante la Semana Santa se llevan a cabo los oficios correspondientes a cada día, cabe destacar que en esta semana se realizan procesiones principalmente el día domingo de ramos y Viernes Santo donde se realiza el Santo Viacrucis.

Celebraciones populares:
- Se celebra cada año el carnaval mediante cuadrillas de Huehues.
- El 15 de septiembre, por la noche, se lleva a cabo la coronación de la Reina de las Fiestas Patrias, posteriormente la presentación de Grupos De Danza Regionales y la Conmemoración Del Grito de Dolores a cargo del presidente auxiliar en turno.
- El 16 de septiembre desfilan las principales escuelas de San Pablo Xochimehuacán en conmemoración al día de Independencia de México.
- El Día de Muertos es considerado una de las tradiciones más representativas  de nuestra cultura mexicana, la cual se acostumbra celebrar  a partir del día 1 de noviembre,  dedicado a todos los santos en especial a los “angelitos”, es decir niños fallecidos y el 2 de noviembre dedicado a los adultos difuntos. Se acostumbra acudir a las primeras horas de la madrugada al Panteón Municipal de San Pablo Xochimehuacán para acompañar y dar luz a los difuntos familiares, llenando de color y magia el Panteón Municipal.
- en antaño se repicaban las ca

## Colonias que la conforman
- Amanalco
- Barranca Honda.
- Miravalle.
- San José El Conde.
- San José Los Cerritos.
- Nueva 13 de abril.
- Parque industrial 5 de mayo.
- Guadalupe del Conde.'
- Infonavit Fidel Velázquez.
- Seda Monsanto.
- Central de Abastos.
- Zona Industrial Anexa a La Loma.
- Villa escondida.
- La Candelaria
- Las Huertas.
- La Loma Norte
- Rosas del Tepeyac.
- Santa Bárbara
- Benito Juárez
- Cabecera de San Pablo Xochimehuacan
- Ignacio Mariscal
- Ampliación Mariscal
- Margarita García de Marin
- Andador Mexicano
- Nuevo Milenio